# Santa Maria de Formiguera
Santa Maria de Formiguera (Sainte-Nativité-Notre-Dame de Formiguères en francès) és l'església de la població del mateix nom, al Capcir.
Està situada en el sector sud-est del nucli vell de la població de Formiguera, entre la Ruta de Montlluís, que l'envolta pels costats oest i nord i el Carrer del Castell, que ho fa pel sud i l'est.

## Història
Va ser consagrada per primer cop el 873, i a l'acte hi assistiren els comtes Guifre I de Barcelona, Miró I de Conflent i de Rosselló i Oliba II de Carcassona. La consagració fou presidida per Sigebod, arquebisbe de Narbona, cridat al lloc de Formiguera, del comtat de Rasès, per Golferic, abat de Sant Jacme de Jocó. També hi fou present Acfred de Carcassona - Rasès, futur comte. L'acta d'aquesta consagració és una de les més antigues de les esglésies catalanes.
El 6 d'octubre del 1019, després d'una reforma important, fou tornada a consagrar per l'arquebisbe de Narbona, Guifré de Cerdanya (fill de Guifré II). Encara sofrí algunes reformes més, al segle xii i al XIV, quan l'església fou fortificada sota el regnat de Pere el Cerimoniós. L'aspecte actual del temple, amb l'absis sobrealçat, es deu a aquestes obres de fortificació.
Va ser declarada monument històric de França el 1992.

## Descripció

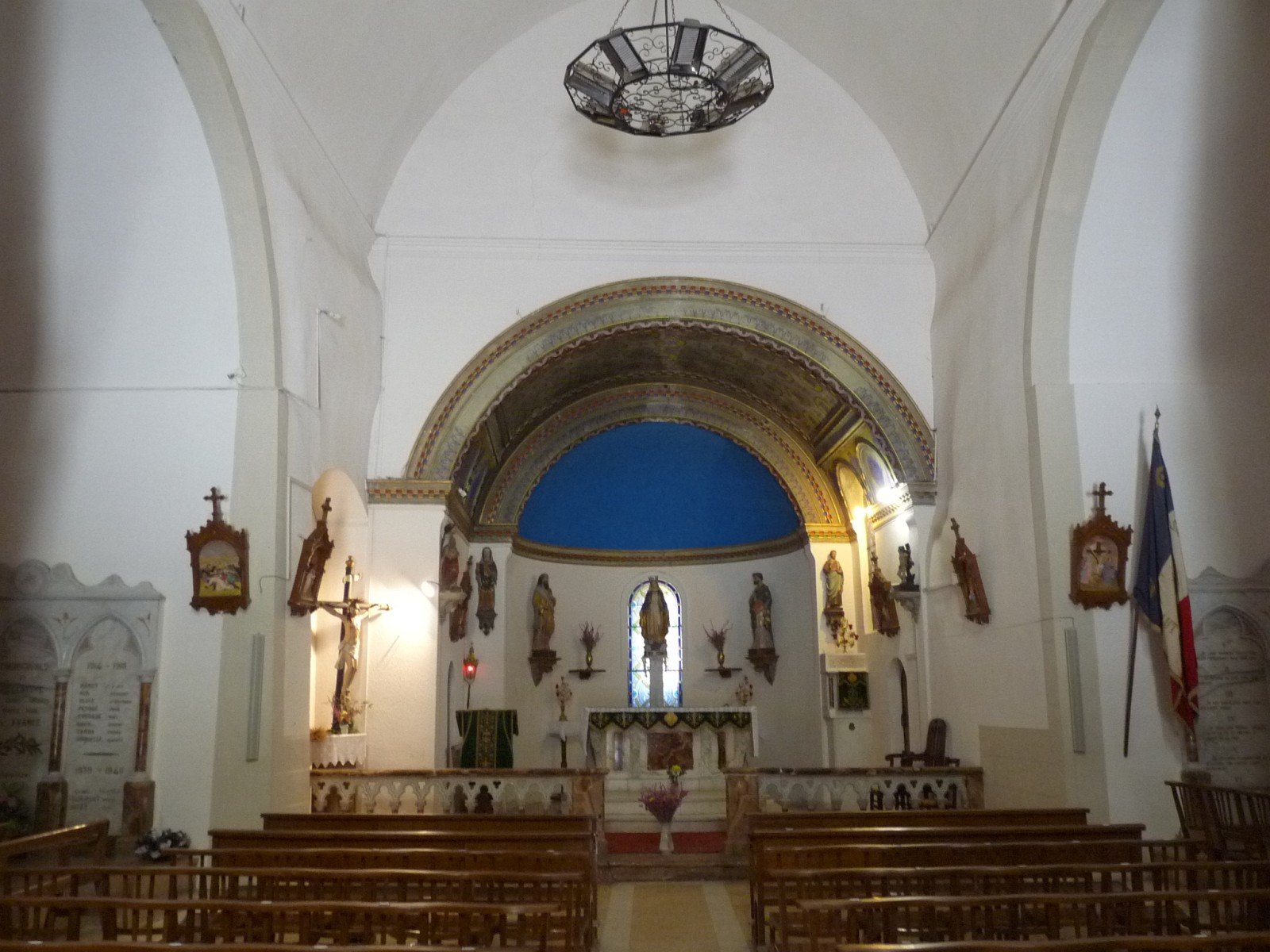
Interior de l'església

D'estil romànic, és un edifici d'una sola nau coberta amb volta de canó apuntat. La capçalera està precedida per un espai presbiterial profund, cobert amb volta de canó seguit. Hi ha un absis únic, de cara a llevant, però en els murs laterals s'obriren tardanament quatre capelles i dues sagristies.

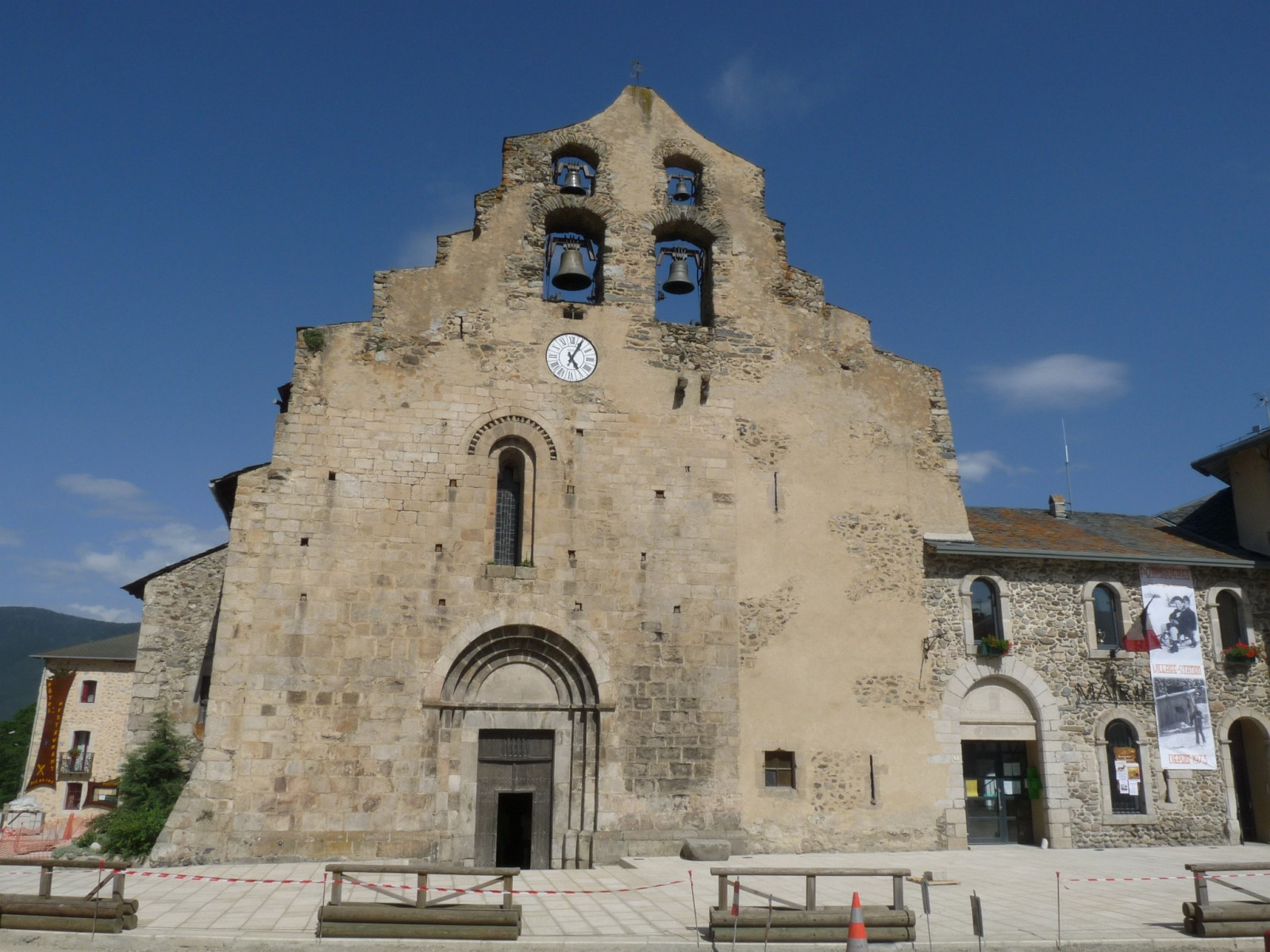
Façana occidental

Té la façana occidental ben aparellada, construïda amb carreus ben tallats i disposats en filades regulars, entre les quals es veuen perfectament els forats dels encaixos de la bastida. Es pot observar perfectament les parts de murs de l'obra original, i els de les refaccions posteriors. La portalada, de finals del segle xii, està decorada amb tres arquivoltes amb timpà llis, sense decoració. La porta conserva part de la ferramenta romànica original. Damunt de la porta s'obra una gran finestra de punt rodó, rematat per una sanefa de dents de serra. Corona la façana un campanar d'espadanya piramidal de dos pisos, amb dues campanes a cadascun, corresponent als elements del segle xviii.
A l'absis es conserven paraments que es remunten a l'època de la primera consagració, pels quals es veu l'origen preromànic de la construcció. Són, sobretot, les filades baixes de l'absis i el començament del mur contigu, tot obrat amb carreus a penes desbastats, encastats en el morter de calç i disposats en filades irregulars. Per damunt, s'observen altres filades, ja més regulars i amb carreus més ben treballats, corresponents a una fase posterior. Poden correspondre a les dues consagracions documentades d'aquest temple.

## Mobiliari

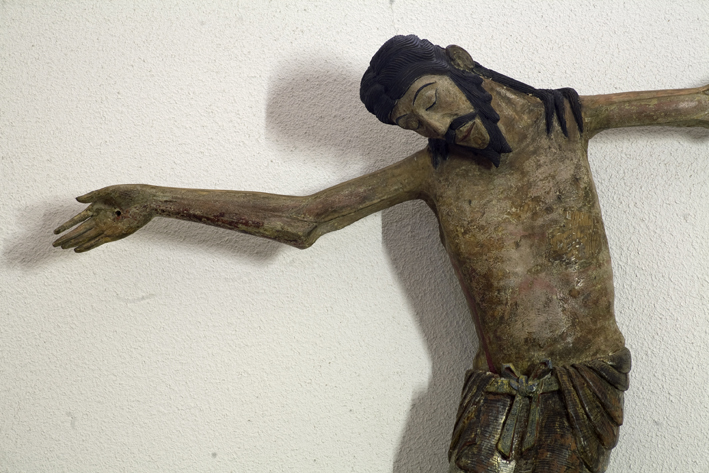
Crist romànic

El principal element de mobiliari d'aquesta església és un Crist romànic del segle xii, considerat com una de les joies de l'escultura catalana del segle xii. Fins a la darrera dècada del segle XX era penjat a l'arc presbiterial de l'església, de manera que era de mal observar. Es va baixar i traslladar a una capella lateral, on es pot apreciar en la seva plenitud. Inicialment havia estat datat al segle xvi, més tard va ser considerat gòtic, però finalment Pere Ponsich feu veure que pertanyia al segle xii. Devia formar part d'un davallament, atès que en un lateral, tallada en el mateix bloc de fusta, es veu la mà de Josep d'Arimatea.
L'escultura fa 1,75 m d'alçada, per la qual cosa es pot considerar de mida real humana. Un cop restaurat, s'ha pogut apreciar la bellesa de l'obra, que el porta al grup de representacions de Jesucrist pròpies dels davallaments de la creu, com el Davallament d'Erill la Vall, el de Sant Joan de les Abadesses i el Crist de Mijaran, de Vielha, entre d'altres.

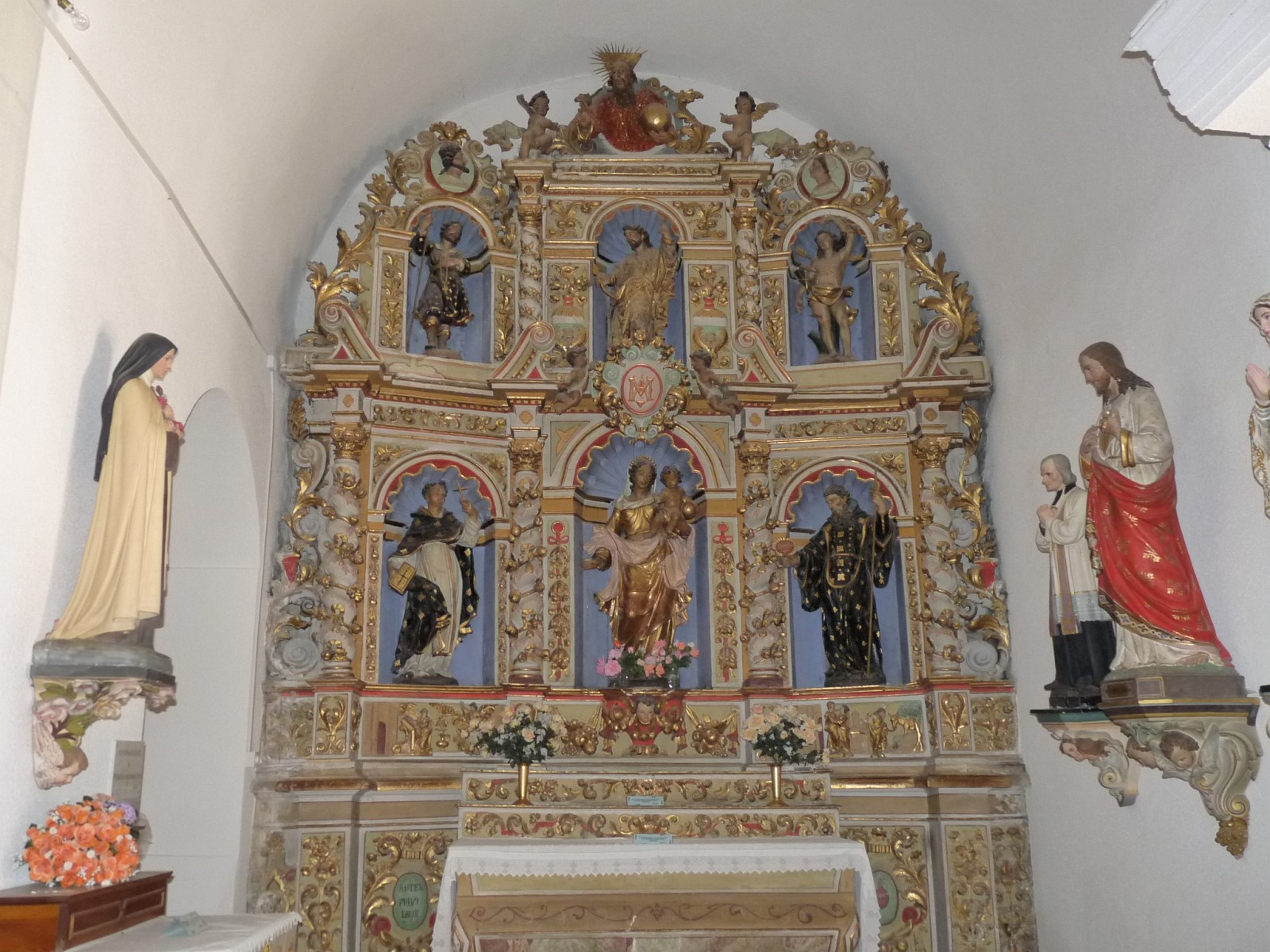
Retaule del Roser

La resta del mobiliari, d'una certa importància com correspon a l'església capital del Capcir, comprèn una marededéu del XIV, una creu processional del 1710 i diversos retaules barrocs (del Roser, 1707, de sant Antoni, 1727, i de la Mare de Déu dels Dolors, dels segles xvii i XVIII).

## Comtat de Santa Maria de Formiguera
L'adquisició de Formiguera al segle xvii permeté al mallorquí Pere Ramon de Safortesa i de Villalonga (1570-1639) de fer-se atorgar el 1632 per Felip IV d'Espanya el títol del comte de Santa Maria de Formiguera. A la seva mort el títol passà al fill, Ramon de Safortesa i de Pacs-Fuster (el Comte Mal, 1627-1694), i el 1995  el títol encara era viu. La casa pairal dels comtes de Formiguera, Can Formiguera, es troba al carrer homònim de la ciutat de Mallorca.